# Marco Tartari
Marco Tartari (Aguscello, 14 dicembre 1943) è un ex calciatore italiano, di ruolo centrocampista.

## Carriera
Inizia nelle giovanili della SPAL nel 1959-60 per passare nell'Argentana in Serie D e poi in Serie C all'Arezzo. Conta 126 presenze e 6 gol in Serie B con le maglie di Verona, Reggiana, Taranto e SPAL, e 211 presenze e 15 gol in Serie C con Arezzo, Taranto, SPAL e Giulianova.
Mezzala estrosa e di carattere, incontra diverse volte nella sua carriera Mario Caciagli, che sarà suo allenatore ad Arezzo, Taranto e Ferrara. In particolare ad Arezzo disputa un ottimo campionato che gli vale la convocazione nella Nazionale semi-professionisti, in cui fa coppia con Gigi Riva. Dopo due stagioni in Serie B con Verona e Reggiana, trascorre sette anni a Taranto, dove conquista una promozione in Serie B nel 1968-1969 e diventa ben presto un idolo dei tifosi jonici; una prodezza da ricordare è il suo goal segnato direttamente dal calcio d'angolo contro il Piacenza.
Molti anni dopo aver abbandonato il calcio, diventa direttore sportivo della Giacomense, che nel 2006 vince il campionato di Eccellenza romagnola e viene promossa in Serie D.

## Palmarès

### Club

#### Competizioni nazionali
- Serie C: 2

Taranto: 1968-1969
S.P.A.L.: 1972-1973